# Wilfried Soltau
Wilfried Soltau (?, 17 de junho de 1912) é um ex-canoísta alemão especialista em provas de velocidade.

## Carreira
Foi vencedor das medalhas de bronze em C-2 1000 m e em C-2 10000 m em Helsínquia 1952, junto com o seu colega de equipa Egon Drews.